# Guillaume Auger
Guillaume Auger   (Joigny, 21 de març de 1976) va ser un ciclista francès, professional des del 1998 fins al 2005. En el seu palmarès destaca el Campionat d'Europa sub-23 en contrarellotge i el Circuit des Mines de 2003.
El seu germà Ludovic també fou ciclista professional.

## Palmarès
- 1997
  -  Campió d'Europa sub-23 en Contrarellotge
  - 1r a la Chrono des Herbiers sub-23
  - 1r a la Gran Premi de les Nacions sub-23
- 1998
  - Vencedor d'una etapa a la Volta a l'Algarve
- 1999
  - Vencedor d'una etapa al Tour del Mediterrani
- 2000
  - 1r al Gran Premi de la vila de Vilvorde
- 2003
  - 1r al Circuit des Mines
  - Vencedor d'una etapa al Tour del Somme

### Resultats al Tour de França
- 2001. 136è de la classificació general
- 2004. 136è de la classificació general

### Resultats a la Volta a Espanya
- 2002. No surt (15a etapa)